# Лебедева, Прасковья Прохоровна
Праско́вья Про́хоровна Ле́бедева (1839—1917) — русская балерина, балетный педагог.

## Биография
В 1846—1857 годах училась в Московской балетной школе (педагоги Ф. Н. Манохин и Ф. Монтассю). Энциклопедия Балета называет её ученицей Г. Ворониной и шведского балетмейстера X. П. Иогансона, переехавшего в Петербург — в Петербургском театральном училище, где она брала уроки несколько месяцев помимо московской школы. В 1854 году, ещё будучи ученицей школы, она успешно дебютировала в партии Гитаны («Гитана, или Испанская цыганка» Шмита и Обера) и вскоре, с 1857 года, стала ведущей танцовщицей Большого театра.
В 1858 году она вместе с петербургской выпускницей Марфой Николаевной Муравьёвой была отправлена за границу для поправки расшатанного частыми выступлениями здоровья.
Вернувшись, заняла то же положение балерины первых партий в Большом театре в Москве. Партии: Эсмеральда; Медора; Жизель («Жизель» Адана); Маргарита («Фауст», 1861); Катарина («Катарина, дочь разбойника»), Сатанилла («Сатанилла» композиторов Ребера и Бенуа, балетмейстер Ж. Мазилье), Пахита; танцевала главные роли в «Пакеретте», «Метеоре», «Саламандре», «Сироте Теолинде» (балетмейстер А. Сен-Леон), «Дочери фараона» Пуни (партия — Аспичия, балетмейстер М. И. Петипа), выступала в балете «Корсар» Адана и Пуни), в балетах Ю. Гербера «Папоротник» и «Последний день жатвы» (балетмейстер С. Соколов) и др.
Творчество Прасковьи Прохоровны Лебедевой тесно соприкасалось с творчеством М. Н. Муравьевой, они были сверстницы, родившимися в один год. Лебедева в Москве и Муравьёва в Петербурге работали параллельно. Их гастроли — одной в Петербург и другой в Москву — часто совпадали. Критик Ю. А. Бахрушин в книге «История русского балета» писал: «Наезды Муравьёвой в Москву обычно происходили тогда, когда ведущая московская танцовщица Лебедева уезжала на гастроли в Петербург». Однако, по мнению официальной газетной критики, хотя Муравьёва и была блистательной балериной, но ей часто не хватало актёрского мастерства, поэтому ей трудно было соперничать с Лебедевой, обладавшей незаурядными актёрскими данными.
В 1865 году, после ухода М. Муравьёвой в отставку (в 27 лет она вышла замуж и больше уже не могла по закону продолжать сценическую деятельность), П. Лебедева была переведена в Петербург. Там в 1866 году она стала первой исполнительницей главной партии Гали в балете «Золотая рыбка» (балетмейстер А. Сен-Леон — Эрмитажный театр, Петербург, только первое действие).
В 1867 вышла замуж за действительного статского советника, камергера, члена Государственного Совета Петра Степановича Шиловского (15.03.1827 —?) и оставила сцену.
Преподавала хореографию в Московском театральном училище.
Блазис Kарло, итальянский танцовщик, работавший главным балетмейстером московского Большого театра и преподававший в 1861—1863 годах в Московском театральном училище, посвятил ей главу из своей книги «Танцы вообще. Балетные знаменитости и национальные танцы», 1864 г. // третья часть «III. Хореографические звезды императорских Московских театров» (Глава: «Девица Прасковья Лебедева»).
С. Н. Дурылин передал рассказ своей матери:

Когда персидский шах увидел её впервые на сцене, он воскликнул: «Это рай пророка, и я вижу прекраснейшую из гурий!» В восторге он подарил ей драгоценную шаль такой тонины, что, свернутая, она проходила сквозь алмазный перстень шаха. Шаль эту он вез в подарок императрице, но сложил у ног гурии Лебедевой, к великому конфузу приближенных.

Скончалась 20 января (2 февраля) 1917 года в Рязанской губернии.

### Семья
Дети Прасковьи Прохоровны Лебедевой:
Клеоник Петрович Шиловский (19.02.1861 —?)
Валентин Петрович Шиловский (26.12.1863 —?)
Степан Петрович Шиловский (27.08.1867—1884)
Елизавета Петровна Шиловская (27.08.1867 —?)
Петр Петрович Шиловский (12.09.1871—03.05.1957)
Анна Петровна Шиловская (1872—1968).